# مجموعة جيوش الوسط
مجموعة جيوش الوسط (بالألمانية: Heeresgruppe Mitte) تشكيل عسكري ألماني بحجم مجموعة جيوش. كان اسم مجموعتين متميزتين للجيش الألماني الإستراتيجي الذي قاتل على الجبهة الشرقية في الحرب العالمية الثانية. تم إنشاء أول مجموعة الجيوش الوسطى في 22 يونيو 1941، كواحدة من ثلاثة تشكيلات للجيش الألماني التي شاركت في غزو الاتحاد السوفيتي (عملية بارباروسا). في 25 كانون الثاني (يناير) 1945، بعد تطويقها في جيب كونيغسبرغ، تم تغيير اسم مركز مجموعة الجيش لمجموعة الجيوش الشمالية (هيريسغروب نورد)، وأصبحت مجموعة الجيوش أ (هيريسغروب أ) مجموعة الجيوش الوسطى. احتفظ التشكيل الأخير باسمه حتى نهاية الحرب في أوروبا.

## التشكيل
كان القائد الأعلى لمجموعة الجيوش الوسطى (22 يونيو 1941) فيدور فون بوك.

### التشكيل في المعركات
- مجموعة الجيوش HQ

فوج الإشارات 537
فوج الإشارات 537 (المستوى الثاني)
- الجيش الثاني بانزر (جوديريان)

- XXIV Panzer Corps (Geyr von Schweppenburg)

1st Cav. Div. 3rd Pz، 4th Pz. 10th Mot. Div. رقم الهوية 267
- XLVI Panzer Corps (von Vietinghoff)

SS "Das Reich" Div . 10 Pz. الوقود النووي المشع. ريج. «جروس دويتشلاند»
- XLVII Panzer Corps (Lemelsen)

17 Pz ، 18 Pz ، 29th Mot. Div. الرقم 167
- فيلق الجيش الثاني عشر (شروث)

الرقم 31، الرقم 34، الرقم 45
الرقم 255 (احتياطي)
- الجيش الثالث بانزر (هوث)

- فيلق الجيش الخامس (روف)

الرقم 5، الرقم 35
- فيلق الجيش السادس (فورستر)

معرف 6، معرف 26
- XXX Panzer Corps (شميدت)

7 Pz، 20 Pz، 14th Mot. Div. 20th Mot. شعبة.
- LVII Panzer Corps (Kuntzen)

12 Pz ، 18 Pz ، 19 Pz
- الجيش الرابع (فون كلوج)

- فيلق الجيش السابع (فهرماخر)

الرقم 7، الرقم 23، الرقم 258، الرقم 268، 221 ثانية شعبة.
- فيلق الجيش التاسع (جيير)

الرقم 137، الرقم 263، الرقم 292
- فيلق الجيش الثالث عشر (فيلبر)

الرقم 17، الرقم 78
- XLIII فيلق الجيش (هاينريكي)

الرقم 131، الرقم 134، الرقم 252
الرقم 286 (الاحتياطي)
- الجيش التاسع (شتراوس)

- فيلق الجيش الثامن (هيتز)

الرقم الثامن، الرقم 28، الرقم 161
- XX فيلق الجيش (ماتيرنا)

معرف 162، معرف 256
- فيلق الجيش الثاني والأربعون (كونتز)

الرقم 87، الرقم 102، الرقم 129
الشعبة الثانية 403. (الاحتياطي)

## الحملة والتاريخ التشغيلي

### عملية بربروسا
في 22 يونيو 1941، بدأت ألمانيا النازية وحلفاؤها في المحور هجومهم المفاجئ على الاتحاد السوفيتي. كانت جيوشهم، التي يبلغ مجموعها أكثر من ثلاثة ملايين رجل، تتقدم في ثلاثة اتجاهات جغرافية. كان الهدف الإستراتيجي الأولي لمجموعة الجيوش الوسطى هو هزيمة الجيوش السوفيتية في بيلاروسيا واحتلال سمولينسك. ولتحقيق ذلك، خططت مجموعة الجيوش للتقدم السريع باستخدام الحرب الخاطفة حيث كانت تقود مجموعتي بانزر بدلاً من واحدة. كان من المتوقع تحقيق فوز سريع وحاسم على الاتحاد السوفيتي بحلول منتصف نوفمبر. وكانت المهام التشغيلية الأخرى لمجموعة الجيوش هي دعم مجموعات الجيوش على جانبيها الشمالي والجنوبي، وكانت حدود مجموعة الجيوش هي نهر بريبيات في وقت لاحق.
يوليو 1941 ترتيب المعركة
الجيش الثالث بانزر والجيش التاسع والجيش الرابع والجيش الثاني بانزر
أغسطس 1941 ترتيب المعركة
مجموعة بانزر الثالثة، الجيش التاسع، الجيش الثاني، مجموعة جيش جادريان (مجموعة بانزر الثانية، مع وحدات إضافية)
سبتمبر 1941 ترتيب المعركة
مجموعة بانزر الثالثة، الجيش التاسع، الجيش الرابع، مجموعة بانزر الثانية، الجيش الثاني
أدى القتال المرير في معركة سمولينسك وكذلك قرار لوتزين إلى تأخير التقدم الألماني لمدة شهرين. تأخر تقدم مجموعة الجيوش الوسطى، حيث أمر هتلر بتأجيل الهجوم على موسكو من أجل قهر أوكرانيا أولاً.

### الهجوم على موسكو
أكتوبر 1941 ترتيب مفصل للمعركة
- الجيش الثاني (فون ويتش)

نوفمبر 1941 ترتيب المعركة
جيش بانزر الثاني، مجموعة بانزر الثالثة، الجيش الثاني، الجيش الرابع، الجيش التاسع
كان القائد الأعلى اعتبارًا من 19 ديسمبر 1941 هو غونتر فون كلوج (لفترة قصيرة قبل عيد الميلاد عام 194، قام غونتر بلومينتريت بهذا الدور.

### عمليات Rzhev
يناير 1942 ترتيب المعركة
جيش بانزر الثاني، جيش بانزر الثالث، جيش بانزر الرابع، الجيش الثاني، الجيش الرابع، الجيش التاسع
فبراير 1942 ترتيب المعركة
جيش بانزر الثاني، جيش بانزر الثالث، جيش بانزر الرابع، الجيش الرابع، الجيش التاسع
مايو 1942 ترتيب المعركة
جيش بانزر الثاني، جيش بانزر الثالث، الجيش الرابع، الجيش التاسع

### الحملة في وسط روسيا
في أعقاب كارثة ستالينجراد والنتائج السيئة للعمليات الدفاعية لعملية فورونيج، توقعت القيادة العليا للجيش هجومًا آخر على مجموعة الجيوش الوسطى في أوائل عام 1943. ومع ذلك، قرر هتلر أن يقوم بالهجوم أولا. قبل بدء هذا الإضراب، تم إطلاق عملية Büffel لمنع أي هجمات ربيعية سوفيتية محتملة، وذلك بإخلاء Rzhev Salient لتقصير خط المواجهة.
يناير 1943 ترتيب المعركة
جيش بانزر الثاني، جيش بانزر الثالث، الجيش الرابع، الجيش التاسع، LIX Army Corps
القائد الأعلى اعتبارًا من 12 أكتوبر 1943 كان إرنست بوش.
فبراير 1943 ترتيب المعركة
جيش بانزر الثاني، جيش بانزر الثالث، الجيش الرابع، الجيش التاسع

#### عملية سيتادال (القلعة)
مارس 1943 ترتيب المعركة
جيش بانزر الثاني، جيش بانزر الثالث، الجيش الثاني، الجيش الرابع، الجيش التاسع
أبريل 1943 ترتيب المعركة
جيش بانزر الثاني، جيش بانزر الثالث، الجيش الثاني، الجيش الرابع، الجيش التاسع، z. Vfg.
يوليو 1943 ترتيب المعركة
جيش بانزر الثاني، جيش بانزر الثالث، الجيش الثاني، الجيش الرابع، الجيش التاسع

### حملة خط فوتان الدفاعية
سبتمبر 1943 ترتيب المعركة
جيش بانزر الثالث، الجيش الثاني، الجيش الرابع، الجيش التاسع
نوفمبر 1943 ترتيب المعركة
جيش بانزر 3، الجيش الثاني، الجيش الرابع، الجيش التاسع، قائد القوات المسلحة شرق البلاد
يناير 1944 ترتيب المعركة
جيش بانزر الثالث، الجيش الثاني، الجيش الرابع، الجيش التاسع

#### معركة برلين
كانت آخر حملة سوفيتية للحرب في المسرح الأوروبي، والتي أدت إلى سقوط برلين ونهاية الحرب في أوروبا مع استسلام جميع القوات الألمانية للحلفاء. تضم الجبهات السوفيتية الثلاث المشاركة في الحملة 2.5 مليون رجل و6،250 دبابة و7500 طائرة و41،600 قطعة مدفعية وقذائف هاون و3،255 قاذفة صواريخ كاتيوشا محمولة على شاحنات (الاسم الرمزي «أورنج ستالين» من قبل الألمان)، و95،383 سيارة. بدأت الحملة بمعركة أودر-نايسه. كانت مجموعة الجيوش الوسطى تحت قيادة فرديناند شورنر (القائد الأعلى اعتبارًا من 17 يناير 1945) وخطه الامامي على نهر نيس. قبل الفجر في صباح يوم 16 أبريل 1945، بدأت الجبهة الأوكرانية الأولى بقيادة الجنرال كونيف الهجوم على نهر نيس مع قصف قصير لكن هائل من قبل عشرات الآلاف من القطع المدفعية.
يناير 1945 ترتيب المعركة
جيش بانزر الثالث، الجيش الثاني، الجيش الرابع
فبراير 1945 ترتيب المعركة
الجيش الأول بانزر، الجيش الرابع بانزر، الجيش السابع عشر (فيرماخت)
مايو 1945 ترتيب المعركة
الجيش الأول بانزر، الجيش الرابع بانزر، الجيش السابع بانزر، الجيش السابع عشر (فيرماخت)
مجموعة الجيوش أُستمارك

#### معركة براغ
استمر بعض من قوات مجموعة الجيوش الوسطى في المقاومة حتى 11 مايو 1945، وهو الوقت الذي لم تمنحهم القوة الساحقة للجيوش السوفيتية -المحررة لتشيكوسلوفاكيا في هجوم براغ- أي خيار سوى الاستسلام أو القتل.
مايو 1945 ترتيب المعركة
الجيش الرابع بانزر، الجيش السابع، الجيش السابع عشر
مجموعة الجيوش أُستمارك

### استسلام
بحلول 7 مايو 1945، وهو اليوم الذي كان فيه رئيس الأركان الألماني الفريد جودل يتفاوض على تسليم جميع القوات الألمانية في SHAEF، لم تكن القيادة العليا للقوات المسلحة الألمانية (AFHC) قد أتصلت مع شورنر منذ 2 مايو 1945. كان قد أبلغ أنه يعتزم القتال في طريقه إلى الغرب وتسليم مجموعته العسكرية إلى الأمريكيين. في 8 مايو 1945، اصطحب عقيد من القيادة العليا لقوات التحالف عبر الخطوط الأمريكية لرؤية شورنر. وذكر العقيد أن شورنر قد أمر الرجال تحت قيادته التشغيلية بمراقبة عملية الاستسلام، لكنه لم يستطع ضمان طاعته في كل مكان. في وقت لاحق من ذلك اليوم، هجر شورنر قيادته وتوجه إلى النمسا حيث ألقي القبض عليه في 18 مايو 1945 من قبل الأميركيين.

## القادة
صورة
| الاسم | تولى المنصب          | ترك المنصب                                      | الحزب            | الحزب            |                 |
| ----- | -------------------- | ----------------------------------------------- | ---------------- | ---------------- | --------------- |
| 1     | فيدور فون بوك        | Generalfeldmarschall فيدور فون بوك (1880–1945)  | 22 June 1941     | 19 December 1941 | 180 أيام        |
| 2     | غونثر فون كلوج       | Generalfeldmarschall غونثر فون كلوج (1882–1944) | 19 December 1941 | 12 October 1943  | 1 سنة و297 أيام |
| 3     | إرنست بوش            | Generalfeldmarschall إرنست بوش (1885–1945)      | 29 October 1943  | 28 June 1944     | 243 أيام        |
| 4     | فالتر مودل           | Generalfeldmarschall فالتر مودل (1891–1945)     | 28 June 1944     | 16 August 1944   | 49 أيام         |
| 5     | Georg-Hans Reinhardt | Generaloberst Georg-Hans Reinhardt (1887–1963)  | 16 August 1944   | 17 January 1945  | 154 أيام        |
| 6     | فرديناند شورنر       | Generaloberst فرديناند شورنر (1892–1973)        | 17 January 1945  | 25 January 1945  | 8 أيام          |